# Форт Браун
Форт Браун е военен пост на Американската армия в щата Тексас, използван през XIX и в началото на ХХ век.
През 1845 г. американската армия започва изграждането на нов форт на северния бряг на река Рио Гранде. По онова време фортът се нарича Форт Тексас. Още следващата година, по време на Мексиканско-американска война, фортът е обсаден и 2 американски военнослужещи са убити, сред които е майор Якоб Браун.
В чест на майор Браун генерал Захари Тейлър преименува крепостта на Форт Браун.
През 1849 г. близо до форта е основан град Браунсвил.